# Jamborita
La jamborita és un mineral de la classe dels òxids. Va ser anomenada l'any 1973 per Noris Morandi i Giorgio Dalrio en honor de John Leslie Jambor, un mineralogista canadenc del Servei Geològic del Canadà, el qual va descriure, o va participar en la descripció, 31 minerals. Com a part d'una reevaluació recent (2012) de la nomenclatura del supergrup de l'hidrotalcita, la jamborita va ser identificada com a espècie qüestionable que requeria de ser més investigada. L'any 2014 va ser redefinida com a espècie vàlida per la IMA.

## Característiques
La jamborita és un òxid de fórmula química (Ni2+1-x, Cox3+(OH)2-x(SO₄)x·nH₂O [x ≤ ⅓; n ≤ (1 - x)]; on M2+ és predominantment Ni, M3+ és predominantment Co, x ≤ 1/3 i probablement ≤ 1/7, (x = 0.10 per la mostra tipus) i and n < (1−x). Cristal·litza en el sistema hexagonal.

## Formació i jaciments
La jamborita s'ha descrit en caviats en ofiolities i com a alteració de la mil·lerita. Les seves localitats tipus són Monteacuto Ragazza i Gaggio Montano, totes dues a la província de Bolonya (Itàlia) i Sasso delle Lucine, a la província de Módena (Itàlia). La jamborita ha estat descrita a Catalunya a les mines Regia i Eugènia, a Bellmunt del Priorat (El Priorat).